# Wartau
Wartau est une commune suisse du canton de Saint-Gall, située dans la circonscription électorale de Werdenberg.

## Villages

Photo aérienne (1964)

On y trouve les villages de : Azmoos qui compte 1 682 habitants, Oberschan, avec Gretschins et Malans, 832 habitants, Trübbach 1 379 habitants et Weite 1 279 habitants.

## Transports
La commune est traversée par la ligne de Sargans à Rorschach, deux arrêts étaient en service jusqu'en 2013 : la gare de Trübbach et la halte de Wartau.

## Personnalités
- Le théologien allemand Heinrich Lang y fut pasteur de 1848 à 1863.
- La joueuse de tennis Martina Hingis passa sa jeunesse à Trübbach.